# Traian, Iași
Traian este un sat în comuna Bivolari din județul Iași, Moldova, România.